# 林二
林二（1934年7月1日—2011年12月31日），是一位臺灣音樂家，致力於發揚臺灣鄉土音樂及音樂教育，於1965年在美國舉辦第一次世界電腦音樂發表會，被美國新聞界譽為「電腦蕭邦」。以創作臺語流行歌《相思海》聞名。

## 出生背景
林二出生於日治臺灣新竹州竹南郡竹南（今苗栗縣）。
父親是醫學博士林清安（1908.12.10–1972.12.11）
；林開全、陳番.長男
母親是藥劑師林蔡娩、蔡章勝醫師、劉珠.次女
樂山療養院院長，亦是林二的音樂啟蒙老師；
大哥 林一（1933年03月11日生）為日本昭和藥科大學教授兼任分校校長。娶妻 板口由紀與子。
常年旅居日本；
身為林家第二個兒子，所以取名為「林二」。1959年，林二受Johnson邀請，就讀美國西北大學音樂系碩士班，獲得碩士學位。留美期間與美籍小提琴家金髮女郎瑪喬安Bacher結婚。兩個女兒，長女林瑪莉Marich、次女林美智Mich。

## 展現天份
1950年代，時任美國總統顧問的名指揮家約翰笙訪問臺灣，在指導臺灣省立交響樂團時發現林二的作品。1958年，Thor Johnson指揮、林二創作的弦樂合奏曲《臺灣組曲》五重奏，Thor Johnson認為林二的音樂創作為「最有新生命的東方作曲代表」，並將林二的作品《臺灣組曲》及《繪畫的音樂》寄到美國出版，以美國國務院名義分贈世界各國演奏，日本海內外新聞稱「開創音樂史上的新紀元」。

## 應邀赴美
1959年，林二受Johnson邀請，就讀美國西北大學音樂系碩士班，獲得碩士學位。留美期間與美籍小提琴家金髮女郎瑪喬安Bacher 結婚。林二學成後受邀赴德國、法國、以色列、越南、泰國、馬來西亞、香港、菲律賓、印尼等國演講巡迴發表。

## 世界第一次電腦音樂發表會
伊利諾州立大學希拉博士延攬林二攻讀電腦音樂博士學位，林二將電腦轉變成為一臺巨大的音樂機，使電腦可以同時演奏多種樂器形成一個交響樂隊。1965年林二在美國舉辦世界第一次電腦音樂演奏發表會，同時被美國新聞界譽為「電腦蕭邦」。

## 返國服務
當時的中華民國教育部部長羅雲平邀請林二回國服務，1974年林二任職臺北商專電腦科主任，並兼他校課程，在各電視臺主持音樂節目，亦創作許多臺灣本土音樂歌曲，並辦理許多臺灣本土音樂活動。林二整理臺灣傳統歌謠，找出27位臺灣歌謠作詞作曲家李臨秋、周添旺、吳成家等，採訪、整理、撰稿、編輯，1979年與簡上仁合著『臺灣民俗歌謠』（眾文圖書出版）。

## 創作
從交響樂、圓舞曲、國臺語流行歌曲、甚至日文歌曲，林二作品跨越不同領域，當今大眾耳熟能詳的---相思海，就是林二的作品之一。
其它有名作品有：《花雨夜》、《海邊月》、《我是天上的一顆星》、《廬山小夜曲》、《孤影》、《我送你一首小詩》、《故園春夢》、《碧山晨鐘》、《臺北時雨》、《戀戀中港》、《臺灣組曲》等。

## 獲獎
- 1972 獲頒『中華民國中山學術獎』。[11]
- 1980 教育部頒獎『表揚愛國情操』。
- 1981 獲教育部長頒發『文藝活動獎』。
- 1994 獲中華民國新聞局『金曲獎』特別貢獻獎。[6]
- 2005 美國休士頓藝術奧運特別頒發『音樂大師終身成就獎』。[6]

## 其它事蹟
- 1954 在臺舉辦最初的個人音樂創作發表會。
- 1958 臺灣最初的弦樂合奏曲『臺灣組曲』由美國總統顧問T.Johnson指揮發表。
- 1960 應(National Federation Music Club)之邀以『組的理論』為題作第一次演講。
- 1961 International Sosciety for Conttemporary Music推舉為該會會員。
- 1961 應邀法國參加雙年青年藝術展。
- 1963 在以色列發表音樂理論。
- 1965 在美國舉辦世界第一次電子計算機音樂演奏會。
- 1968 在世界各國介紹中國音樂。在美組織“東西樂團”。
- 1971 返臺擔任國立臺北商專電腦科主任教授。
- 1973 新加坡專訪電腦音樂家林二教授。
- 1974 受邀越南總商會專題演講—電腦音樂原理。
- 1975 受邀泰國、馬來西亞、香港、菲律賓、印尼等國專訪。
- 1979 中美斷交時發起閩南語愛國歌曲巡迴演唱。
- 1980 在救國團總部舉行愛國歌曲發表會，教育部頒獎表揚愛國情操。
- 1983 策劃舉辦中華民族歌謠巡迴演唱會，獲謝副總統召見鼓勵。
- 2001 國家音樂廳舉辦林二VS.巴哈音樂演奏會。
- 2003 高雄文化中心林二58年回顧展。[12]林二晚年患有高血壓、糖尿病、中風等疾病。
- 2009 因為跌倒傷到腦部，之後就癱瘓不能走路，並且無法言語。
- 2011 12月31日下午，林二因心臟衰竭過世。[13]

## 林二音樂研究室
林二晚年成立『林二音樂研究室』，著手進行整理龐大的資料。
目前台大校史館收藏有林二自用YAMAHA1931年製直立鋼琴。

## 外部連結
- 林二- 臺灣大百科全書 （页面存档备份，存于）
- 林二- 上揚唱片 （页面存档备份，存于）